# Cancéropôle PACA
 (février 2016).
Le cancéropôle PACA, créé en 2003, fait partie des sept cancéropôles français. Leur création est le résultat du premier Plan Cancer mis en place par l’État dans une politique nationale de lutte contre le cancer.

## Présentation
Labellisé par l’Institut national du cancer et constitué de huit membres institutionnels, le Cancéropôle PACA fédère 230 équipes dans la région Provence-Alpes-Côte d'Azur représentants environ 650 chercheurs dans le domaine, avec un budget d'environ 4.5 M € pour une période de trois ans, provenant de partenaires et de fonds publics principalement (INCa, Conseil Régional PACA…)
Les huit membres fondateurs du GIP Cancéropôle PACA sont :
- Assistance publique – Hôpitaux de Marseille
- Aix-Marseille Université
- Centre Antoine Lacassagne
- CHU Nice
- CNRS
- Institut Paoli-Calmettes
- Université de Nice Sophia-Antipolis
- Inserm.

Le Cancéropôle PACA, constitué en groupement d’intérêt public depuis 2011, agit dans toute la région. Il fédère à travers des actions régionales l’ensemble des acteurs de recherche en oncologie, issus de la recherche fondamentale (biologie, mathématiques, physique, chimie…) de la clinique et des sciences humains et sociales.

## Missions
Le rôle du Cancéropôle PACA c’est :      
- Animer une communauté de chercheurs et cliniciens autour de la lutte contre le cancer
- Faire émerger des projets innovants
- Stimuler la recherche clinique
- Accompagner les équipes
- Valoriser la recherche
- Faire émerger de nouvelles technologies
- Développer des actions structurantes.

## Évaluation et labellisation
À chaque fin de plan cancer, les cancéropôles ont été évalués par l’agence d’évaluation de la recherche et de l’enseignement supérieur (AERES) puis un comité d’experts mis en place par l’INCa pour être reconduits à la suite d'une évaluation positive. 

## Financement
Le cancéropôle PACA est essentiellement financé par l’Institut national du cancer (INCa) et par la région Provence Alpes Côte d’azur. À cela se rajoutent également des partenariats institutionnels (notamment les comités départementaux de la ligue contre le cancer des Bouches du Rhône, du Var et des Alpes Maritimes) ou privés.

## Organisation

### Assemblée générale
Composée des représentants de ses huit membres, à raison de trois représentants par institution, elle est présidée par Yvon Berland, Président d’Aix-Marseille Université depuis la création du GIP Cancéropôle PACA en 2011.
Sont également invités :
- Institut national du cancer
- La région Provence-Alpes-Côte d’Azur
- Agence régionale de santé PACA
- Pôle de compétitivité EUROBIOMED
- Fondation ARC
- Ligue nationale contre le cancer